# Kanonisk ensemble
En kanonisk ensemble är inom statistisk mekanik en statistisk ensemble, alltså en uppsättning identiskt preparerade system (till exempel atomer eller molekyler), som alla är i energijämvikt med ett externt värmebad.
Den totala energin är fördelad mellan de olika tillstånden enligt tillståndssumman. Den kanoniska ensemblen är en generalisering av den mikrokanoniska ensemblen, där varje enskilt system har fix energi, och ett specialfall av storkanonisk ensemble, där systemen även kan utbyta partiklar.
I vissa härledningar anser man värmebadet bestå av ett stort antal kopior av själva systemet, som är löst kopplade inbördes och till systemet så att de på så sätt har samma totala energi. Detta gör att systemet och värmebadet tillsammans kan beskrivas som en mikrokanonisk ensemble.
Den fundamentala storheten för en kanonisk ensemble är tillståndssumman. Med denna kan man lätt ta sig från den kanoniska ensemblen till en termodynamisk beskrivning av samma system.

## En härledning
Låt S beteckna systemet, S' värmebadet, S* systemet och värmebadet tillsammans, och anta att S och S' är i termisk jämvikt samt att S* är isolerat. Låt m vara ett index för de olika tillstånd S kan vara i och Em energierna för dessa tillstånd. E' är energin för S' och E* är energin för S*. Ω'(.) är antalet tillstånd som värmebadet kan vara i vid en viss energi (till exempel motsvarar Ω'(E) antalet tillstånd när S har energin E). Det som sökes är sannolikheterna pm för att systemet skall vara i tillstånd m.
Eftersom S* är isolerat är E* en konstant, som kan skrivas
{\displaystyle E^{*}=E'+E_{m}\,}
Sannolikheten för att S skall vara i tillståndet m, det vill säga pm, är proportionellt mot antalet tillstånd som reservoaren kan vara i när S är i detta tillstånd, vilket leder till att
{\displaystyle p_{m}=C'\Omega '(E')\,}
Där {\displaystyle \;C'} är någon konstant. Genom att logaritmera fås
{\displaystyle \ln p_{m}=\ln C'+\ln \Omega '(E')=\ln C'+\ln \Omega '(E^{*}-E_{m})\,}
Eftersom Em är liten jämfört med E*, kan den sista logaritmen taylorutvecklas runt energin E'. En tillräckligt bra approximation fås om de två första termerna i denna behålls:
{\displaystyle \ln \Omega '(E')=\sum _{k=0}^{\infty }{\frac {(E'-E^{*})^{k}}{k!}}{\frac {d^{k}\ln \Omega '(E^{*})}{dE'^{k}}}\approx \ln \Omega '(E^{*})-{\frac {d}{dE'}}\ln \Omega '(E^{*})E_{m}\equiv \ln \Omega '(E^{*})-{\frac {E_{m}}{k_{B}T}}}
Där T är temperaturen och kB är Boltzmanns konstant (Not: ofta sätts {\displaystyle {\frac {1}{k_{B}T}}=\beta }). Detta ger att
{\displaystyle \ln p_{m}=\ln C'+\ln \Omega '(E^{*})-{\frac {E_{m}}{k_{B}T}}.\,}
Genom att exponentiera fås 
{\displaystyle p_{m}=C'\Omega '(E^{*})e^{-{\frac {E_{m}}{k_{B}T}}}}
Faktorn framför exponenten kan tas som en normaliseringskonstant 1/Z enligt
{\displaystyle {\frac {1}{Z}}=C'\Omega '(E^{*}).\,}
Från detta
{\displaystyle p_{m}={\frac {1}{Z(T)}}e^{-{\frac {E_{m}}{k_{B}T}}}.\,}
Eftersom sannolikheterna måste summera till 1 fås
{\displaystyle 1=\sum _{m}p_{m}=\sum _{m}{\frac {1}{Z(T)}}e^{-{\frac {E_{m}}{k_{B}T}}}={\frac {1}{Z(T)}}\sum _{m}e^{-{\frac {E_{m}}{k_{B}T}}}\iff Z(T)=\sum _{m}e^{-{\frac {E_{m}}{k_{B}T}}}}
{\displaystyle Z} kallas tillståndssumman för den kanoniska ensemblen.

## Koppling till termodynamik
Man kan ta sig till en termodynamisk beskrivning av systemet genom att ta {\displaystyle -k_{B}T\ln Z}, varvid man erhåller Helmholtz fria energi F:
{\displaystyle F=-k_{B}T\ln Z=E-TS\,}
där S nu betecknar entropin.

## Kvantmekaniska system
Genom att använda tillståndssumman kan man få motsvarande resultat för en kvantmekanisk kanonisk ensemble. En generell sådan ensemble beskrivs av en densitetsmatris. Antag att Hamiltonoperatorn H är hermitesk med diskreta egenvärden, {\displaystyle E_{n}} motsvarande energierna för de olika tillstånden {\displaystyle |n\rangle }. På motsvarande sätt som i det klassiak fallet fås att sannolikheten för att systemet skall vara i tillståndet {\displaystyle |n\rangle } är {\displaystyle p_{n}=Ce^{-{\frac {E_{n}}{k_{B}T}}}}, där {\displaystyle C} är en konstant. Ensemblen beskrivs därmed av densitetsmatrisen 
{\displaystyle \rho =\sum p_{n}|n\rangle \langle n|=\sum Ce^{-{\frac {E_{n}}{k_{B}T}}}|n\rangle \langle n|}
En densitetsmatris måste ha spår 1 oberoende av bas, vilket gör att man kan anta att egenvärdena divergerar snabbt nog, vilket ger att
{\displaystyle \operatorname {Tr} (\rho )=Q=\sum Ce^{-{\frac {E_{n}}{k_{B}T}}}=1}
och
{\displaystyle C={\frac {1}{\sum e^{-{\frac {E_{n}}{k_{B}T}}}}}={\frac {1}{Q}}.}
Q är den kvantmekaniska motsvarigheten till tillståndssumman. Genom att stoppa in detta uttryck i ekvationen för ρ erhålles
{\displaystyle \rho ={\frac {1}{\sum e^{-{\frac {E_{n}}{k_{B}T}}}}}\sum e^{-{\frac {E_{n}}{k_{B}T}}}|n\rangle \langle n|={\frac {1}{\operatorname {Tr} (e^{-{\frac {H}{k_{B}T}}})}}e^{-{\frac {H}{k_{B}T}}}.}
På grund av antagandet att energiegenvärdena divergerar följer att hamiltonoperatorn H måste vara obegränsad, vilket gör att Borelsk functionalanalys använts för att exponentiera den. Man kan använda det mindre rigorösa sättet att anta att exponentieringen kommer från en potensserieutveckling.
Notera att
{\displaystyle \operatorname {Tr} (e^{-{\frac {H}{k_{B}T}}})}
är den kvantmekaniska motsvarigheten till tillståndssumman då det är normaliseringsfaktorn för systemet.
Densitetsoperatorn ρ beskriver därför ett (blandat) tillstånd för en kvantmekanisk kanonisk ensemble. På samma sätt som med andra densitetsoperatorer fås, om A är en observerbar storhet, att
{\displaystyle \langle A\rangle =\operatorname {Tr} (\rho A).}